# مس باك مان
مس باك مان (بالإنجليزية: Ms. Pac-Man)‏ (باليابانية: ミズ・パックマン) ، هي لعبة إلكترونية من نوع آركيد، أنتجت عام 1982م وطورها ونشرها شركتي نامكو و بيلي وميدواي، وتعد شخصية باك مان أنثوية بعد أن كان الشخصية الأساسية لبطل اللعبة باك مان كان من الشخصيات الذكور.

## وصلات خارجية
- مس باك مان على موقع القائمة القاتلة لألعاب الفيديو
- مس باك مان at the Arcade History database
- GCC 2004 reunion audio Presentation by GCC alumni of their company history, including development of Ms. Pac-Man
- Ms. PAC-MAN for iPod at NamcoGames.com
- مس باك مان guide في موقع ستراتيجي ويكي
- Ms. Pac-Man (360) Reviews at ميتاكريتيك
- مس باك مان على موبي غيمز
- مس باك مان على موقع IMDb (الإنجليزية)
- Twin Galaxies has a scoreboard for Ms. Pac-Man high scores (registration required)